# Plus-value
 (avril 2020).
Si vous disposez d'ouvrages ou d'articles de référence ou si vous connaissez des sites web de qualité traitant du thème abordé ici, merci de compléter l'article en donnant les références utiles à sa vérifiabilité et en les liant à la section « Notes et références ».
Pour l’article homonyme, voir plus-value (marxisme).
La plus-value est, en finance et en droit fiscal, le gain constaté lors de la cession d’un actif (titre financier, immobilier, objet patrimonial, etc.) lorsque son prix de vente est supérieur à son prix d’acquisition. On distingue les plus-values réalisées, effectivement constatées lors d’une vente, et les plus-values latentes, correspondant à un gain potentiel si l’actif était cédé à sa valeur de marché.
En français, le terme plus-value est d’usage courant dans la pratique bancaire, fiscale et comptable, tandis que l’expression gain en capital apparaît davantage dans certains contextes académiques ou internationaux. Dans un registre plus soutenu, certains auteurs parlent aussi de surcroît de valeur patrimoniale.

## Impôt sur les plus-values

### France
En France, une plus-value effectivement réalisée est généralement soumise à un impôt sur les plus-values. Les régimes de taxation sont différents en fonction des actifs cédés et peuvent évoluer chaque année en fonction de la loi de Finance. Les paramètres susceptibles de varier sont le mode de calcul de l'impôt et son assiette, le taux de l'impôt en fonction de la durée de détention, les taxes ou prélèvements pouvant se superposer à l'impôt sur les plus values (contributions sociales, enregistrement), les abattements éventuellement consentis en fonction de la nature des actifs négociés (valeurs mobilières, immobiliers, autres actifs).
Il est possible d'ouvrir un Plan d'épargne en actions(PEA) en France. La plus-value réalisée sur des actions conservées pendant une durée supérieure à 5 ans voit sa fiscalité optimisée. Il existe différents types de PEA. 
Une plus-value immobilière n'est pas considérée comme un revenu, à la différence des plus-values de cession de valeurs mobilières. Pour les biens meubles, l'imposition se fait au barème progressif de l'impôt sur le revenu.
Une moins value réalisée ou potentielle due à un événement exceptionnel ou accidentel, fait parfois l'objet d'un dédommagement dans le cadre d'un contrat d'assurance ou de couverture, d'une indemnisation judiciaire, d'une subvention publique, etc.
Dans les règles comptables actuellement[Quand ?] en vigueur, si le bien possédé (action, bien immobilier, etc.) est « amortissable », la plus-value est calculée comme la différence entre la valeur de cession et la valeur amortie du bien figurant au bilan (et non la valeur historique du bien). Dans certains cas, les plus-values sont compensables avec les moins-values de même nature, et les moins-values peuvent être reportées pendant plusieurs années.
Si la cession n'est pas réalisée, et que la plus-value ou moins-value est issue d'une simple estimation de la valeur du bien à la valeur de marché, la plus (ou moins) value est latente. Elle n'est pas taxable au titre des plus values, mais le supplément de valeur latente créé peut entrer dans l'assiette d'autres impôts (par exemple Impôt de Solidarité sur la Fortune).

### Canada
Au Canada, les gains en capital sont assujettis à un impôt communément appelé « impôt sur les gains en capital ». Cet impôt s'applique à 50 % du profit réalisé entre le prix d'achat et le prix de vente. Certains économistes préconisent d'ajuster la valeur d'achat en fonction de l'inflation afin d'éviter l'imposition de gains latents ou artificiels.

## Général
Littéralement, une plus-value est une augmentation de la valeur d'une entité qui n'a subi aucune transformation ou modification matérielle. Néanmoins, il est possible de rencontrer ce terme dans un contexte de modification de contrat d'une transaction.
Cas concret, lors de la signature d'une notice descriptive avec un constructeur immobilier, tout changement, modification ou ajout de votre part, à la suite de cette signature, peut entraîner une plus-value sur la construction.
Par exemple, l'ajout d'un appareillage électrique, telle qu'une prise de courant fera l'objet d'une plus-value par rapport au contrat initial.
De la même façon, le choix d'un carrelage de sol plus grand ou de taille différente entraînera aussi une plus-value. À coût de marchandise équivalente, il est possible que le coût de main d'œuvre soit plus élevée.

## Définition marxiste
Dans les analyses économiques critiques du capitalisme (voir la plus-value selon Marx), le concept de plus-value est un surplus, défini comme la différence entre la valeur avancée (c'est-à-dire coût de production, investissement, salaires, entretien des machines) pour la production d'un bien ou service et la valeur d'échange de cette production. Si la somme des plus-values n'est pas le meilleur indicateur de développement économique, elle est toutefois un indicateur pertinent des inégalités dans la répartition des biens et des services produits.